# Superfrancofête
Le Festival international de la jeunesse francophone, mieux connu sous le nom de Superfrancofête, est un événement culturel et sportif qui s'est déroulé à Québec du 13 au 24 août 1974. Rassemblant plus de 25 pays, il a été co-organisé par l’Agence de coopération culturelle et technique (ancêtre de l'Organisation internationale de la Francophonie) et les gouvernements du Québec et du Canada.
La Superfrancofête a mis en vedette de nombreux athlètes et artistes de renommée internationale, provenant d’une multitude de pays et de disciplines. L'événement a été notamment marqué par son spectacle d'ouverture à grand déploiement, réunissant pour la première fois sur scène Félix Leclerc, Gilles Vigneault et Robert Charlebois.
Ce festival a permis de créer des liens entre les citoyens de la communauté francophone internationale, attirant plus de 1 248 850 visiteurs sur ses différents sites. Par son envergure sans précédent et sa programmation novatrice pour l'époque, la Superfrancofête est l'une des fêtes populaires les plus marquantes de l'histoire de la capitale québécoise.

## Genèse

### Contexte international
À la suite de la fondation de l'Agence de coopération culturelle et technique (ACCT) lors de la Conférence de Niamey en mars 1970, le gouvernement du Canada cherche par différents moyens à resserrer ses liens avec les autres États francophones du monde, en particulier ceux d'Europe et d'Afrique. Agissant comme un prolongement international de la politique de bilinguisme fédéral, l'action du Canada au sein de la Francophonie se décline sous diverses formes : programmes d'aide au développement, participation dans les institutions francophones et soutien aux organismes francophones publics et privés de ses collaborateurs.

Dès la première Conférence générale de l'ACCT tenue à Ottawa en octobre 1971, le gouvernement du Canada indique son intention de jouer un rôle plus important auprès des pays de langue française. Depuis les années 1960, le Québec avait pu jouir d'un rayonnement sans précédent sur la scène internationale en tant que seul État francophone d'Amérique du Nord (en particulier à la suite de l'adoption de la doctrine Gérin-Lajoie et de la visite du général de Gaulle à l'été 1967). Rompant avec la vieille tradition de politique étrangère du Canada accordant la priorité au monde anglo-saxon (et reléguant au second rang les relations avec les États francophones), le Québec avait ainsi pris le soin d'établir ses propres relations, notamment avec le gouvernement de la France, afin de négocier ses ententes en fonction de ses intérêts propres. Le gouvernement fédéral s'opposant à toute forme de relations particulières entre le Québec et des pays étrangers, le premier ministre Pierre Elliott Trudeau avait donc choisi de redonner au gouvernement d'Ottawa le rôle prépondérant dans le domaine des échanges culturels et des relations internationales. 

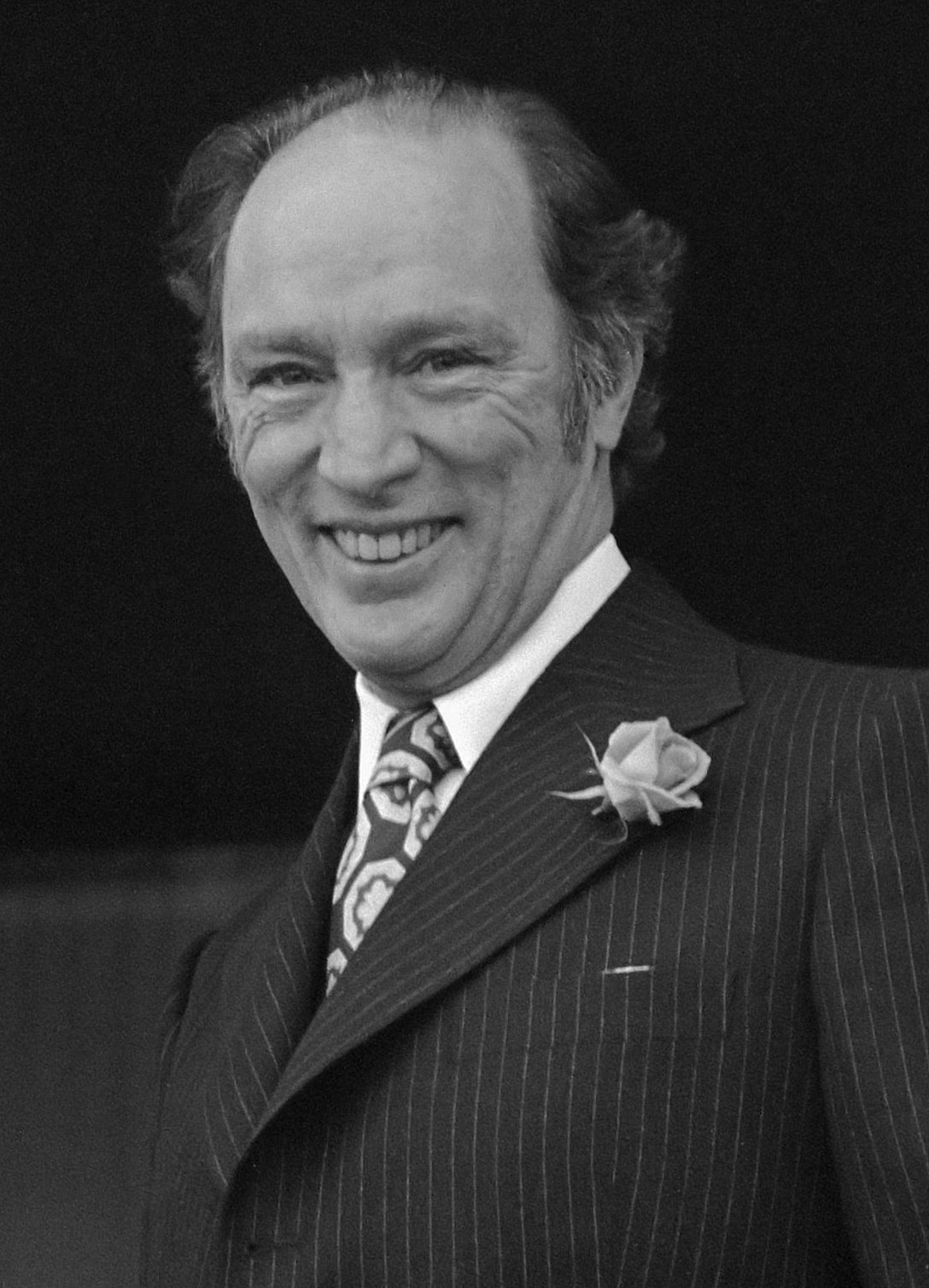
Pierre Elliott Trudeau, premier ministre du Canada (1968-1979, 1980-1984).

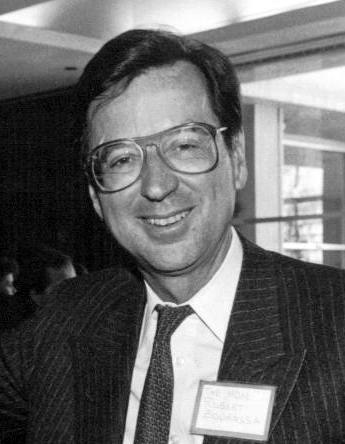
Robert Bourassa, premier ministre du Québec (1970-1976, 1985-1994).

Ainsi, afin de resserrer les liens entre les pays francophones, en février 1972, l'ACCT annonce la tenue d'un grand festival sportif et culturel à l'été 1974,. Malgré une certaine réticence de la part des gouvernements de Robert Bourassa et de Pierre Elliott Trudeau – tous deux redoutant que l'événement serve de tribune aux sympathisants de la souveraineté du Québec –, la ville de Québec est choisie pour cette première mondiale. Appelé à l'origine les « Grands Jeux de la Francophonie », le festival vise à rassembler des compétitions d'athlétisme ainsi qu'à attirer des artistes pour offrir des spectacles et des œuvres représentatives de toutes les cultures des pays membres de l'ACCT. Dirigé par Pierre Lefrançois, l'événement a pour but de mettre en valeur « les sports et les formes d'expression culturelle typiquement régionaux que connaissent peu ou mal les Nord-Américains ».

### Contexte politique
Malgré l'annonce de la tenue du festival, les tensions sociales et politiques sont vives. Au Québec, le gouvernement de Robert Bourassa est fortement contesté. Quelques mois après son arrivée au pouvoir, le Québec se retrouve plongé dans la crise d'Octobre. Au cours des événements, le ministre du Travail Pierre Laporte et l'attaché commercial britannique James Cross sont enlevés par des membres du Front de libération du Québec (FLQ). En réaction, le gouvernement fédéral invoque la Loi sur les mesures de guerre afin de combattre les ravisseurs felquistes mais aussi de neutraliser l'ensemble du mouvement souverainiste. Cette décision controversée avait mené à une forte polarisation de la population, se divisant désormais entre fédéralistes et indépendantistes.
Cependant, la fin de cette crise n'avait pas apaisé les tensions. Dès 1971, les problèmes se poursuivent avec plusieurs grèves importantes (notamment celle de La Presse) qui culminent avec le Front commun de 1972. Appuyés par les trois grandes centrales syndicales de l'époque (CSN, FTQ et CEQ), plus de 200 000 employés de la fonction publique et parapublique décident de se mettre en grève pour protester contre les conditions de travail offertes par l'État québécois. Si leur but principal était d'améliorer leurs propres conditions, leur action visait, par un effet d'entraînement, à améliorer aussi les conditions de travail de l'ensemble des salariés de la société. Après avoir défié un ordre d'un tribunal leur interdisant de prendre part à la contestation, les trois chefs syndicaux Louis Laberge (CSN), Marcel Pepin (FTQ) et Yvon Charbonneau (CEQ) avaient été emprisonnés par décision du gouvernement Bourassa, ce qui a encore une fois alimenté la controverse.
Malgré la fin du Front commun, une série de démissions et de scandales de corruption visent aussi le gouvernement Bourassa. Cherchant à reprendre en main son leadership et déjouer les partis d'opposition, à l'automne 1973, le premier ministre déclenche des élections anticipées. Le chef libéral se présente comme le partisan de l'ordre, de la stabilité et de la prospérité économique. Toutefois, l'élection se joue surtout entre le Parti libéral et le Parti québécois dirigé par René Lévesque, sur les questions de justice sociale et d'avenir politique du Québec. Au terme de cette campagne marquée par une très grande polarisation, le Parti libéral est réélu avec le résultat historique de 102 députés sur 110.
Alors que le festival de la Francophonie approche, à l'été 1974, le gouvernement Bourassa présente le projet de loi 22. Cette loi devant, en principe, faire du français la langue officielle du Québec servait également à ménager les droits individuels des Québécois anglophones, notamment en matière de langue de travail et d'enseignement. Plutôt que d'unir les deux groupes linguistiques, le gouvernement réussit plutôt à mécontenter à la fois les francophones (jugeant la loi trop laxiste) et les anglophones (jugeant la loi trop restrictive).
Toutes ces tensions s'inscrivent enfin dans un contexte marqué par la crise économique et la hausse du chômage provoquées par le premier choc pétrolier, ainsi que par les événements de l'actualité internationale où la plupart des élites politiques d'Occident se font ouvertement contester, souvent avec violence : en France avec les groupes d'extrême-gauche révolutionnaire partisans d'une action directe, en Italie avec les attentats des Brigades rouges, en Allemagne de l'Ouest avec la bande à Baader, et aux États-Unis avec le scandale du Watergate.

### Contexte socioculturel
Tout au long des années 1960 et 1970, le Québec connaît une effervescence culturelle sans précédent. La Révolution tranquille ayant amené bon nombre de réformes et de remises en question sur la société québécoise traditionnelle, elle avait aussi été accompagnée par une émergence de mouvements artistiques dans tous les domaines d'expression. Ceux-ci avaient été particulièrement apparents lors de l'Expo 67 à Montréal. Cet événement avait permis aux Québécois de s'ouvrir sur le monde, mais également de faire découvrir le Québec à l'extérieur de ses frontières, avec sa culture et sa situation sociopolitique. D'autres événements tels que L'Osstidcho en 1968, la Nuit de la poésie en 1970, la « Messe des morts » du groupe Offenbach à l’oratoire Saint-Joseph en 1972 et le premier Festival de musique traditionnelle du Québec en 1973 avaient eu un retentissement considérable au sein de la société,.
Dans ce contexte, les spectacles de musique prennent une signification nouvelle en tant qu'expérience de masse. Ce genre de grand rassemblement puise également ses racines dans la montée d'un nationalisme plus revendicateur, reflétant les aspirations nouvelles d'une société éprise d'un désir d'émancipation collective.
En parallèle à ses « Grands Jeux de la Francophonie », en 1972, l'ACCT cherche à créer un autre festival axé cette fois sur le folklore et la culture de langue française. Dans la foulée de la tenue du premier festival de la chanson de Granby (mis sur pied quelques années auparavant, en 1969), l'ACCT souhaite que ce nouveau festival soit entièrement consacré à la chanson française. À la suite de discussions, en 1973, les deux événements de l'ACCT sont finalement regroupés en un seul, prenant dès lors le nom officiel de « Festival international de la jeunesse francophone ». Afin de marquer l'atmosphère et l'implication de la population de la ville de Québec, les organisateurs du festival confient au compositeur montréalais Stéphane Venne la tâche d'écrire un thème musical pour l'événement. Le nom du thème, la « Superfrancofête », se répand dans la presse et devient alors le nom officieux du festival,.

## Le festival

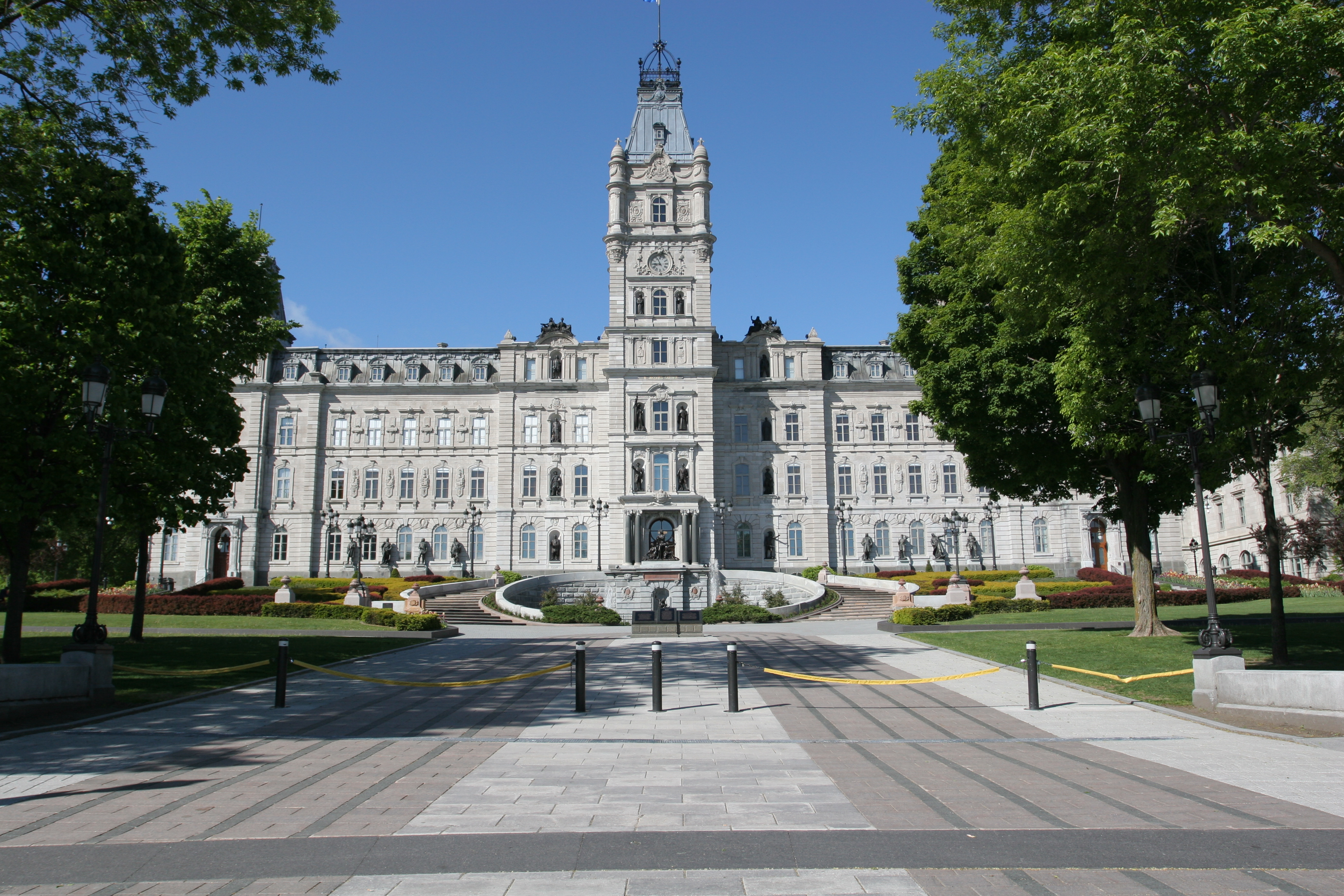
Le défilé d'ouverture de la Superfrancofête se déroule devant l'Assemblée nationale, à Québec.

### Ouverture
La Superfrancofête s'ouvre le 13 août 1974 avec un défilé devant une foule de plus de 8 000 personnes amassée devant l’Assemblée nationale. Les délégations des 26 États participants défilent sur la Grande Allée, vêtues de leurs costumes nationaux. Ces États sont la Belgique, le Burundi, le Cameroun, le Canada, la Côte d'Ivoire, le Dahomey, la France, le Gabon, Haïti, la Haute-Volta, le Laos, le Liban, le Luxembourg, Madagascar, le Mali, l'Île Maurice, Monaco, le Niger, le Rwanda, le Sénégal, le Tchad, le Togo, la Tunisie, la République centrafricaine, la République du Viêt Nam et le Québec (en tant que « gouvernement participant »).
Ces cérémonies d'ouverture sont toutefois marquées par le climat social et politique de l'époque. Dès la fin du défilé, la cérémonie de levée symbolique des drapeaux tourne à la catastrophe. Lors de la levée du drapeau du Canada, le drapeau unifolié, ainsi que l'hymne national entonné par une fanfare sont hués par de nombreux spectateurs. La levée du drapeau fleurdelisé survenant après la fin de l'hymne aggrave également la situation.
Les allocutions des dignitaires présents sont également marquées par les réactions de la foule. Alors que les discours du président du festival, Richard Drouin, et du maire de Québec Gilles Lamontagne sont accueillis dans le calme, ceux des premiers ministres Pierre Elliott Trudeau et Robert Bourassa sont chahutés par près du quart de la foule selon les observateurs de l'époque (et avec encore plus de véhémence dans le cas de Bourassa). Piqué au vif par les slogans affichés (« La loi 22 est une trahison », « Le Québec aux Québécois ») ainsi que par les cris de la foule (« Prostitué », « Vendu », « Trudeau au poteau » et « Québec libre »), le premier ministre du Canada s'en prend aux contestataires en les traitant de « gueulards qui traînent leur petite misère parce qu'ils ne sont pas capables de réunir chez eux assez de spectateurs pour les entendre ».

### Spectacle sur les plaines d'Abraham
Afin de bien marquer l'ouverture du festival, les organisateurs décident de monter un grand spectacle sur une scène en plein air, sur les Plaines d'Abraham,. L'idée suggérée par Lucien Gagnon, responsable de la programmation du festival, est de réunir sur scène trois artistes emblématiques de la chanson québécoise : Robert Charlebois, Gilles Vigneault et Félix Leclerc,. On confie alors au producteur Guy Latraverse, responsable quelques années plus tôt d'un autre succès notable, L'Osstidcho, la tâche de convaincre les chanteurs de participer à l'événement.

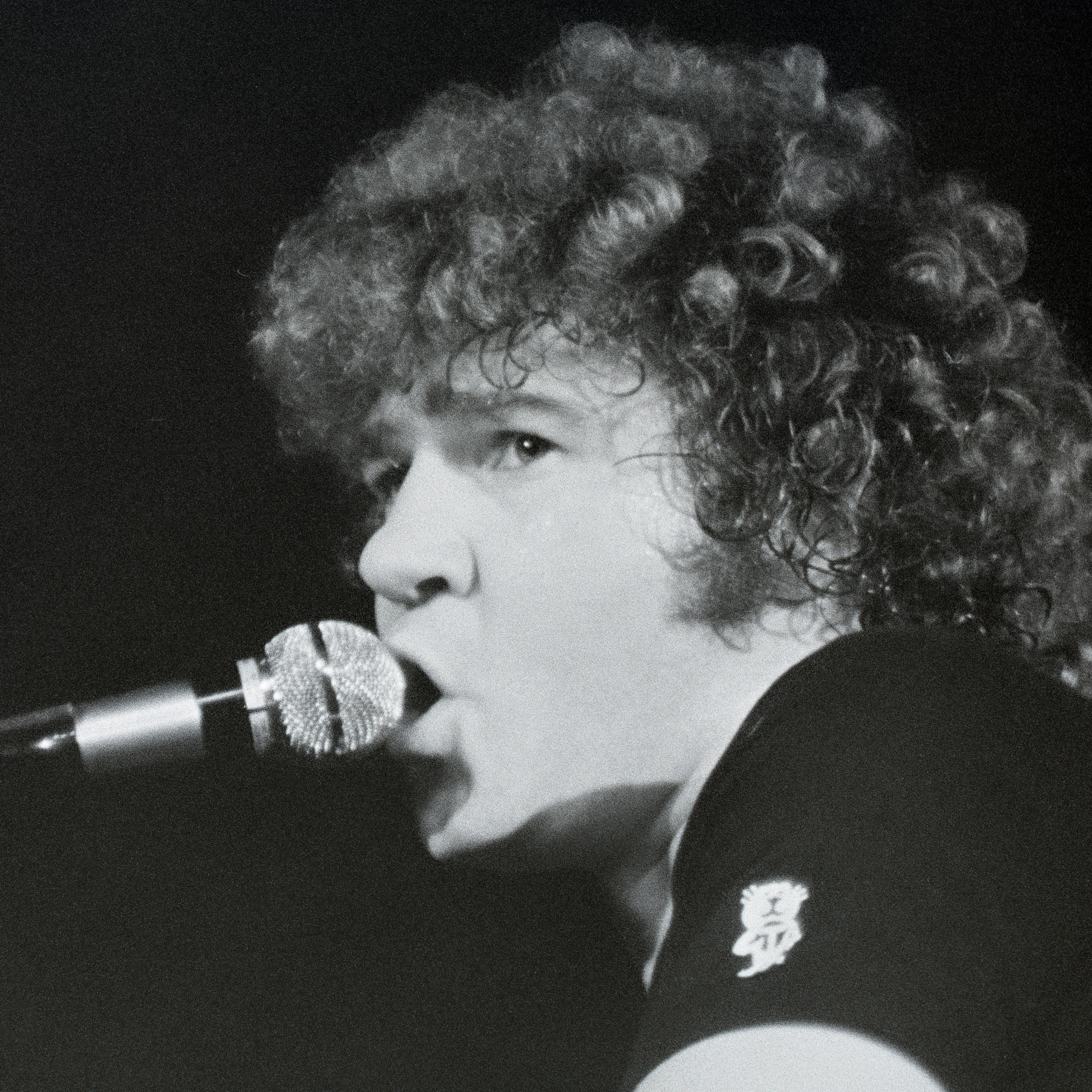
Robert Charlebois.

Si Vigneault et Charlebois se montrent favorables dès le départ, la situation est plus difficile du côté de Félix Leclerc. Vivant dans une semi-retraite dans sa maison de campagne, réputé pour sa timidité, le chansonnier se montre peu réceptif. Malgré une visite de Gilles Vigneault pour tenter de le convaincre de se joindre à eux, Leclerc hésite à partager une scène avec « le jeune » Charlebois, fumant du « tabac d'orchestre » et reconnu pour ses « farces plates ». En effet, le rockeur Charlebois s'était fait remarquer par ses frasques en 1969 lors d'un concert à l'Olympia Paris où il avait lancé sa batterie dans la salle. Après une rencontre entre Charlebois et Leclerc, où malgré la bonne volonté, les appréhensions ne se dissiperont jamais totalement, le chansonnier accepte de sortir de sa semi-retraite pour participer au grand spectacle.

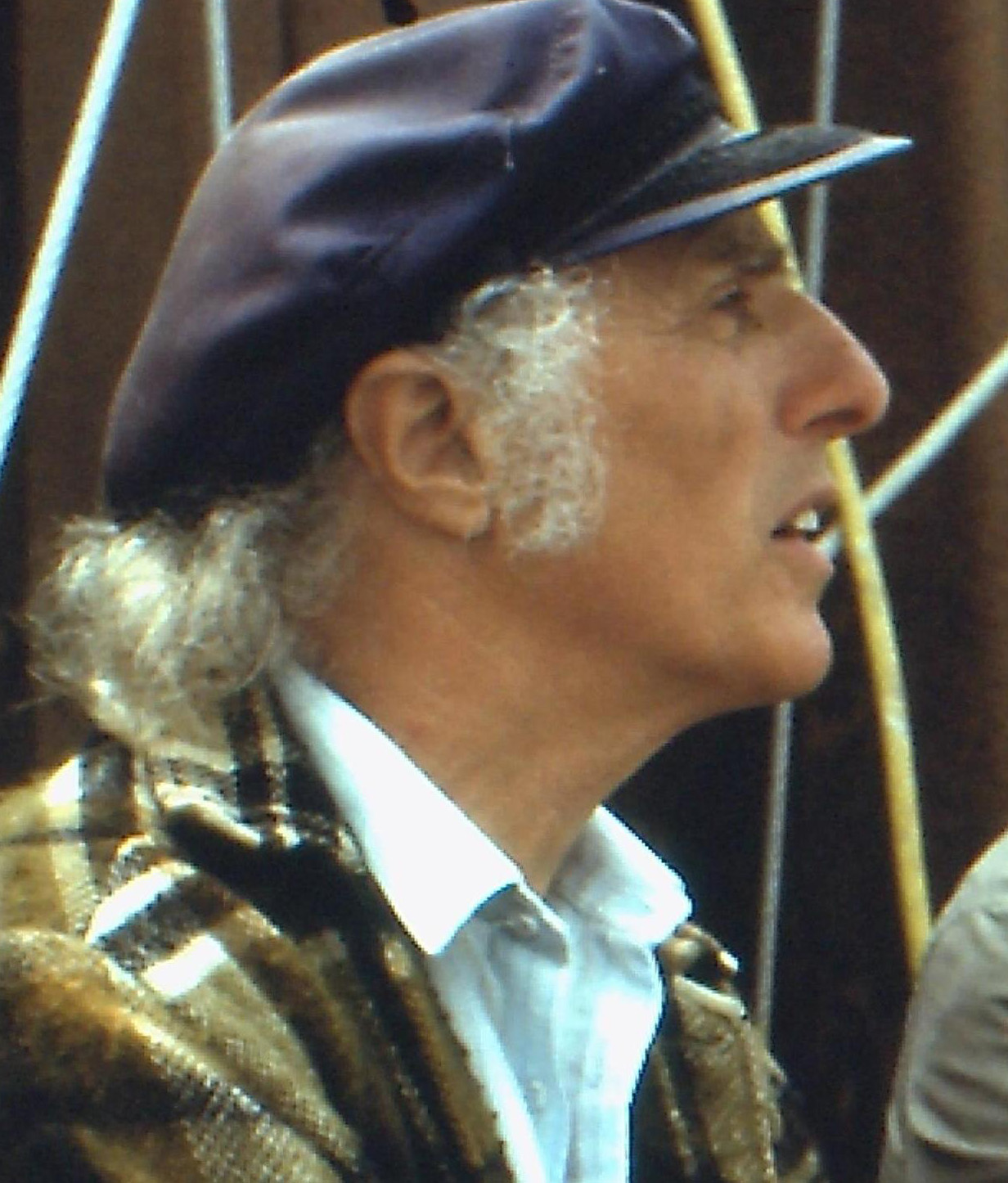
Gilles Vigneault.

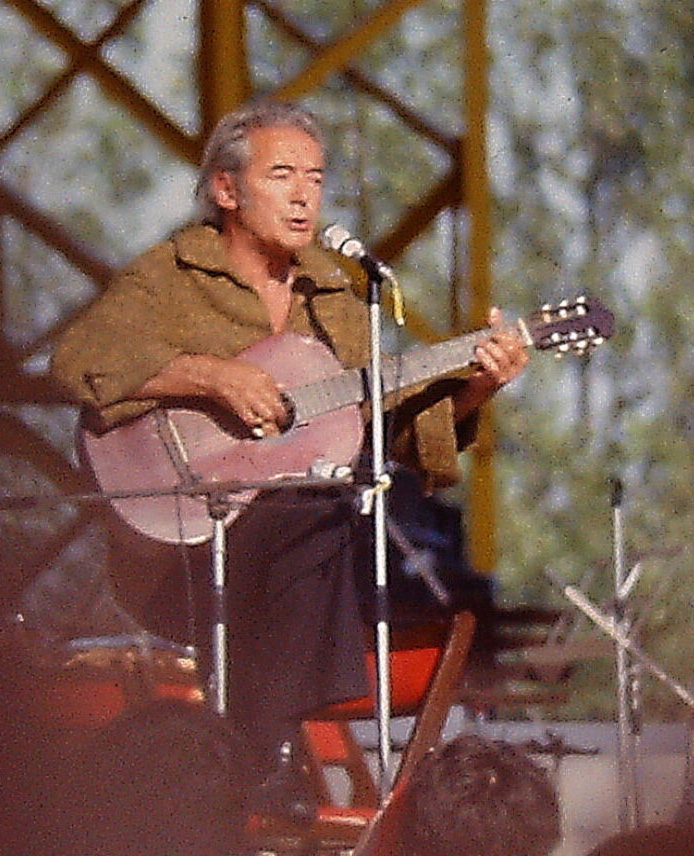
Félix Leclerc.

Intitulé J'ai vu le loup, le renard, le lion, il réunit donc pour la première fois sur scène Robert Charlebois (le loup), Gilles Vigneault (le renard) et Félix Leclerc (le lion). Malgré les efforts consacrés à la préparation de ce spectacle, selon le témoignage de Charlebois, les attentes des organisateurs étaient relativement modestes. Espérant attirer une foule de 5 000, 10 000, voire 20 000 personnes, la belle température et l'enthousiasme populaire surpassent complètement leurs attentes, assemblant plutôt une foule estimée entre 125 000 et 300 000 personnes.
Bien que plusieurs des chansons interprétées lors du spectacle sont marquées par leur caractère poétique (Moi mes souliers, Mon pays, Sensation), romantique (Pendant que, Bozo, La Manikoutai) ou humoristique (Lindberg, Entre deux joints, La danse à St-Dilon), la plupart d'entre elles comportent un caractère politique. Face à une foule de milliers de jeunes francophones venus des quatre coins du monde, avec au premier rang des dignitaires comprenant deux premiers ministres fédéralistes, Félix Leclerc entonne ainsi Les 100,000 façons (de tuer un homme) et L'alouette en colère, dénonçant l'aliénation collective des Québécois et la violence subie par les autorités en place. Gilles Vigneault poursuit dans la même voie (Ti-Cul Lachance), en condamnant la lâcheté des hommes politiques, mais en rappelant aussi à ses compatriotes le pays devant être bâti (Il me reste un pays). Les chansons de Robert Charlebois (La marche du président et Qué-Can Blues) s'inscrivent également dans cette veine, contestant l'autorité tout en faisant appel à la fraternité et à la communion humaine.
Si Charlebois se fait plus discret sur ses opinions politiques, Leclerc et Vigneault ponctuent toutes leurs chansons par des déclarations nationalistes et indépendantistes récoltant les appuis bruyants de la foule où flottent de nombreux fleurdelisés. Le spectacle se termine avec la chanson Quand les hommes vivront d'amour, chantée par les trois artistes, sous les applaudissements enthousiastes d'un public en effervescence.

#### Réception
Le spectacle J'ai vu le loup, le renard, le lion est un tournant majeur dans l'histoire de la chanson québécoise. En effet, il s'agit du premier spectacle ayant réuni sur scène trois générations de la chanson québécoise : Félix Leclerc, âgé de 60 ans, incarnait la première génération de chansonniers, mieux connue par les aînés du public; Gilles Vigneault, âgé de 45 ans, doté d'une éducation classique, était pour sa part très apprécié par un public plus cultivé, amateur de références littéraires; enfin, Robert Charlebois, âgé de 30 ans, avec son mélange d'influences californiennes, de cultures rock et psychédélique, et ses références québécoises (notamment le joual) rejoignait largement la jeunesse,.
En étant réunis sur scène, les trois chanteurs rassemblaient ainsi leurs publics respectifs, mais également toute une gamme de styles et d'influences musicales, créant un pont entre les générations. Le spectacle a également une forte portée symbolique. En chantant en français sur le lieu où le sort des francophones d'Amérique s'était joué deux siècles plus tôt, cette célébration peut être vue comme une affirmation éclatante de la présence de la nation québécoise et la manifestation d'un désir collectif d'autonomie et d'émancipation politique.
Le succès du spectacle donne naissance à la formule alors jamais vue au Québec du spectacle-événement. En effet, ce type de grand rassemblement musical à portée politique sera repris sous une forme très similaire durant les années qui suivent la Superfrancofête (notamment lors du Festival d'été de Québec, de même que lors du spectacle de la Fête nationale sur le mont Royal à Montréal en 1975, et du spectacle 1 fois 5 organisé pour la Fête nationale en 1976). Comme le résume le journaliste Yanick Villedieu, à l'époque co-organisateur du festival : « On a souvent prétendu que le grand événement de la Saint-Jean sur le Mont-Royal avec Vigneault, Charlebois, Deschamps, Ferland et Léveillée avait été le premier grand spectacle populaire en plein air de l’histoire du Québec, en 1975. Mais non. C’est Québec qui a inventé ça, en 1974, avec Charlebois, Vigneault et Leclerc sur les Plaines ».
Filmé pour le cinéma, enregistré puis vendu en disque, ce spectacle est aussi considéré a posteriori par certains observateurs comme un prélude à l'élection du Parti québécois du 15 novembre 1976,.

### Volet culturel

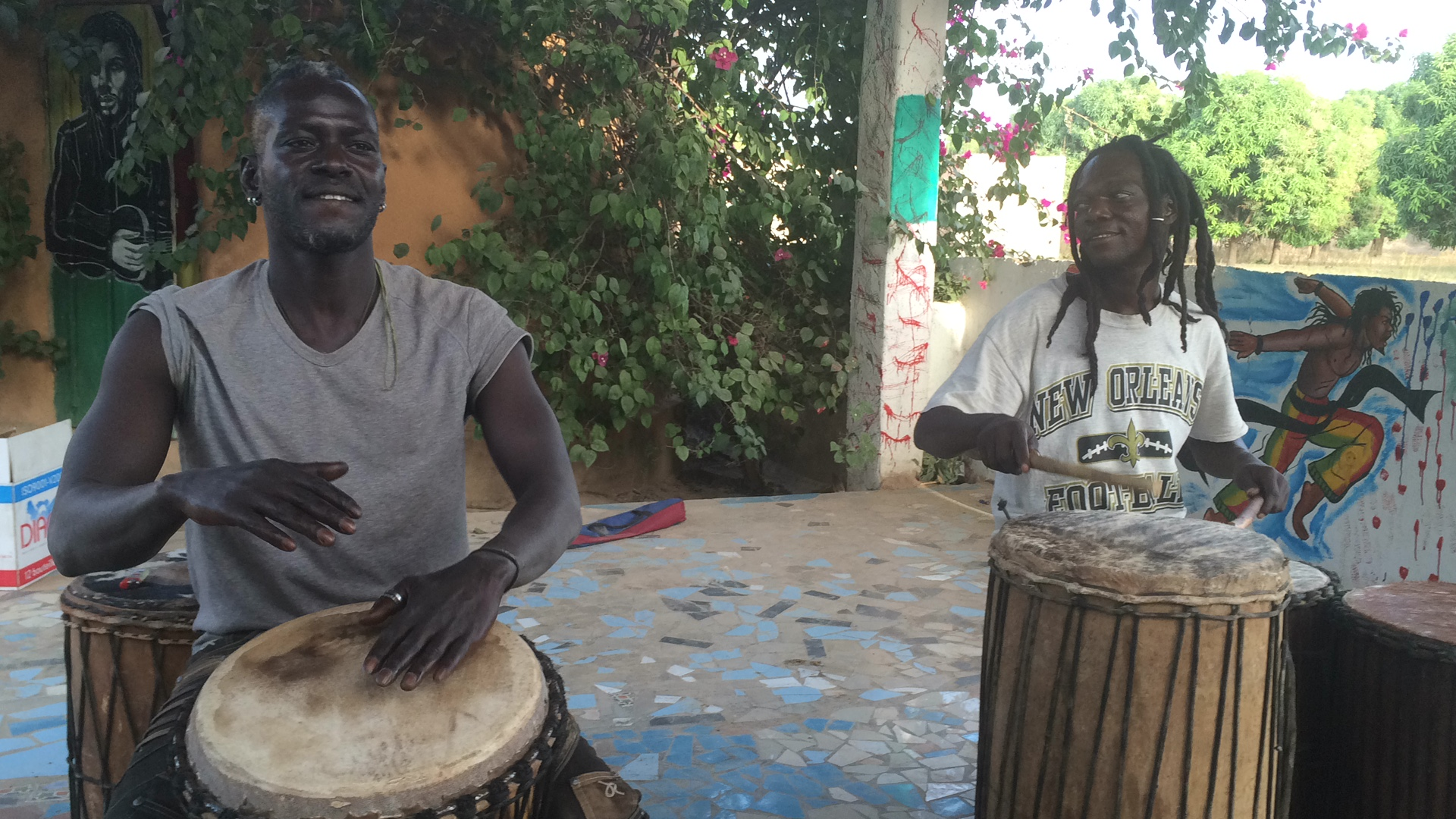
Les concerts de tam-tams sont particulièrement populaires durant la Superfrancofête.

Dès l'ouverture, la Superfrancofête est marquée par un son méconnu pour les oreilles des Québécois : celui des tam-tams.
Afin d'accueillir toutes les délégations, un Village des arts comprenant cinq pavillons est construit dans la cour de la Petite bastille (ancienne prison des plaines d'Abraham). Ceux-ci présentent des créations originales des 26 États présents, avec leur savoir-faire en tissage, arts du feu, bois, peinture, sculpture, vannerie et cuir. Cette foire permet aux visiteurs de découvrir l’artisanat du monde entier et de tisser des liens entre ces artistes venus de partout,. En plus de ces constructions, une murale de près de 3 000 m² (32 000 pi²) est également réalisée sur le site, derrière la grande scène où s'est tenu le spectacle d'ouverture.
Le festival comprend une rétrospective du jeune cinéma francophone (35 films), un festival « Rock’n Pop’n Jazz » et différents ateliers (arts plastiques, théâtre, vidéo, recherche sur l'homme et l'environnement) offerts par une douzaine de pays. Du Liban au Mali, les délégations y présentent un spectacle différent tous les soirs. Au total, plus de 770 activités ont été offertes dans le cadre du festival, dont 339 impliquant des délégués, et 112 d'entre elles étant des spectacles organisés pour le grand public. Afin d'assurer le bon accueil des nombreuses délégations nationales, plus de 575 familles de la région de Québec ont contribué à l'hébergement des participants au festival.
Le volet culturel a toutefois été marqué par deux incidents. Le premier est celui du spectacle intitulé La fête à l'auberge Jolifou, présenté par les chanteurs, danseurs et musiciens du Canada (dont ceux du Québec). Ce spectacle comportait des chansons traditionnelles destinées à « traduire en musique quelques pages de l'histoire du Canada français ». Il fut particulièrement mal reçu par le public et par la presse. Par exemple, pour le critique du Jour, le spectacle aurait été pris dans le « piège de la politique fédérale de récupération francophone », donnant un résultat « vulgaire, d'une pauvreté navrante, très certainement bâclé [avec des] dialogues et [des] chansons fourmill[ant] de sacres et de plaisanteries faciles ». Dans Le Devoir, Jean-V. Dufresne parle d'une pièce « indigne d'une séance de collège, mal montée et d'un amateurisme lamentable, comparant les Indiens du Canada à des "sauvages", les Acadiennes à des faiseuses de petits, et les bûcherons à des crétins ». Les organisateurs du spectacle ont tenté de défendre leur pièce, sans toutefois vouloir rendre public le texte de leur création,.
Le deuxième incident du volet culturel a été le boycottage d'une pièce de théâtre du metteur en scène français Claude Régy. Promue au départ par la Société d'accueil du festival, cette pièce à portée fortement anticolonialiste (juxtaposant la pièce « Nègres » de Jean Genet avec des poèmes de l'écrivain haïtien Aimé Césaire et des lettres de l'Américain George Jackson) se vit ouvertement dénoncée par huit délégations africaines. Accusant l'œuvre de verser dans le « subversif » et d'être « politiquement préjudiciable aux pays concernés », malgré deux tentatives de sauvetage par le metteur en scène, les tensions entre les dirigeants des pays africains, leurs délégués et les représentants des anciennes métropoles eurent raison de la pièce, qui ne fut finalement pas présentée.

### Volet sportif
Outre son volet culturel, la Superfrancofête comporte également un volet sportif. Comprenant deux jours d'activités (les 17 et 18 août 1974), il se déroule principalement dans des installations situées sur le campus de l'Université Laval à Sainte-Foy. Parmi ces installations, une nouvelle piste est inaugurée au pavillon de l'éducation physique et des sports (PEPS),. 

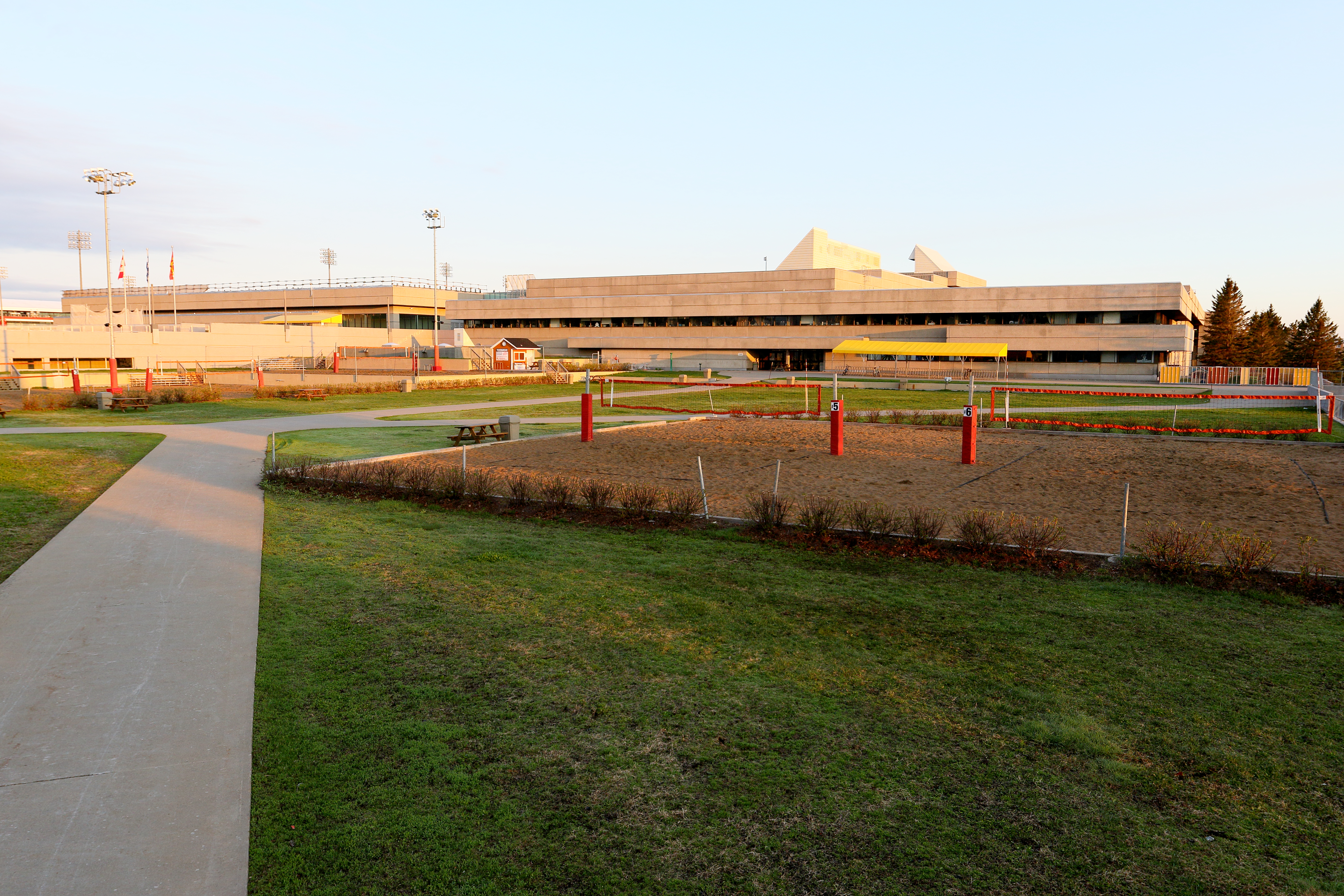
Les épreuves d'athlétisme de la Superfrancofête se déroulent au PEPS de l'Université Laval.

Chaque État est représenté par 10 athlètes, dans une vingtaine d'épreuves réparties entre des sports de compétition et des démonstrations de jeux traditionnels. Pour les hommes, les épreuves d'athlétisme comprennent des courses de 100 m, 200 m, 400 m, 800 m, 1 500 m, 5 000 m, 10 000 m, 110 m haies, 400 m haies, relais 4 x 100 m, les sauts en hauteur, en longueur, à la perche, triple, ainsi que les lancers du poids, du disque et du javelot. Pour les femmes, les épreuves sont les courses de 100 m, 200 m, 400 m, 800 m, 1 500 m, 100 m haies, relais 4 x 100 m, les sauts en hauteur et en longueur, ainsi que les lancers du poids, du disque et du javelot.
Le festival organise également des démonstrations de parachutisme, de danse, ainsi que des parties de volley-ball, de crosse, de tir à l'arc, des courses, et de la lutte sur échasses. Avec l'absence de couverture télévisée, au bout du compte, le volet sportif attire un public plus modeste que le volet culturel, avec seulement 15 000 spectateurs pour ses deux jours d'épreuves.

### Bilan
À la suite de l’Exposition universelle de Montréal en 1967, la Superfrancofête est devenue la deuxième grande fenêtre d’ouverture sur le monde pour la population québécoise de l'époque,. Favorisé par la température clémente, mais également par l'absence d'incidents, le festival a marqué les esprits par son ambiance d'exotisme et de fête joyeuse, de même que par l'ambiance de fraternité qui s'est manifestée entre les peuples de langue française. Pour les organisateurs et la population de Québec, la Superfrancofête a également été mémorable par son ampleur inattendue, confirmant que la ville peut être une destination de choix pour les événements à vocation internationale,.
Bien que la Superfrancofête n'a pas été captée par la télévision dans son intégralité, elle a néanmoins fait l'objet de deux films : l’un par Richard Lavoie, Franc-Jeu (1974) et l’autre par l’Office national du film, Le monde s’en vient à Québec (1975).

### Postérité
En 2022, Lou-Adriane Cassidy, Ariane Roy et Thierry Larose offrent un spectacle intitulé Le Roy, la Rose et le Lou[p] lors des Francos de Montréal. Cherchant à s'inscrire dans la tradition des grands spectacles musicaux québécois, les trois artistes choisissent ce titre en faisant un clin d'œil direct au spectacle J'ai vu le loup, le renard, le lion de 1974.
En 2024, le spectacle Plaines de chansons est présenté sur les Plaines d'Abraham pour commémorer le 50e anniversaire de l'évènement.
En 2025, le spectacles L'Été des mes chansons est présenté à l'Agora du Vieux-Port.